# Trnka (plod)

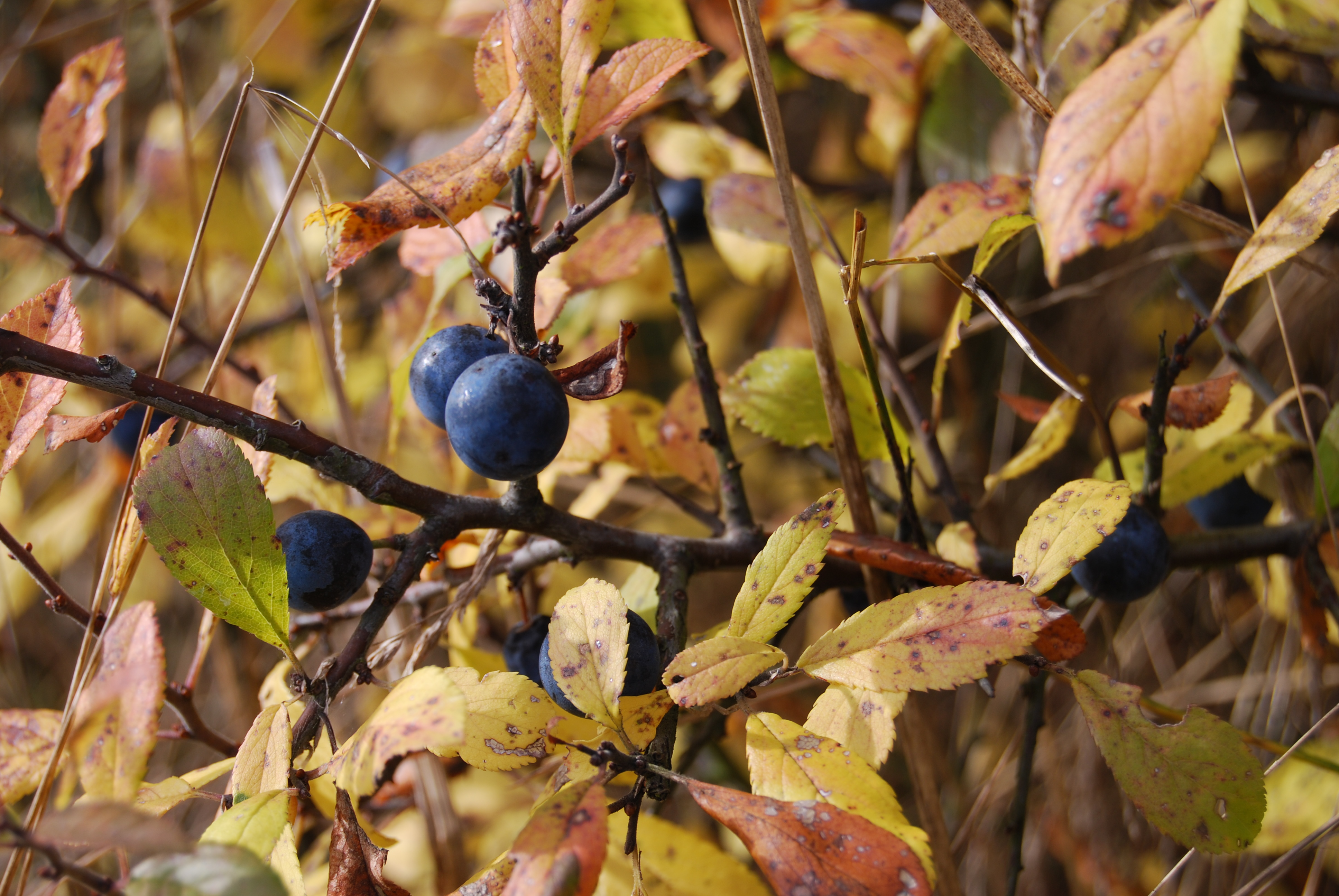
Plod trnky na podzim

Trnka je plod slivoně trnité, který dozrává na konci léta do podoby drobných silně ojíněných modrých až modročerných peckovic. Tyto plody jsou významnou potravou pro ptactvo. Plod tvoří zmiňovaná namodralá slupka, pod kterou se nachází zelená dužina obklopující hladkou pecku.
Trnky jsou bohatým zdrojem vitaminu C a tříslovin, dále obsahují cukry, pektiny, organické kyseliny, barviva a kyanový glykosid amygdalin. Mají obvykle trpkou až svíravou chuť. Nicméně pokud plody projdou prvními mrazy, plod ztrácí svoji trpkost. Dříve trnka sloužila jako dostupné ovoce pro nemajetné lidi, jelikož hojně roste na stráních a remízcích.
Doporučená doba ke sběru v Česku je mezi zářím a říjnem. Lidé využívají trnku na výrobu marmelád, lisování šťáv, výrobu likérů a pálení kořalky. Dříve bylo taktéž rozšířená výroba dezertního vína připomínající chutí portské víno, taktéž bylo rozšířeno používání trnky na výrobu povidel, ale takto vzniklá povidla bylo potřeba silně doslazovat.